# Горнштейн, Татьяна Николаевна
Горнштейн, Татьяна Николаевна — советский философ

, представитель марксистско-ленинской философии, первая женщина — доктор философских наук (1935) в СССР, специалист по немецкой философии.

## Биография
Родилась 29 января 1904 года в Киеве. В 1922 году вышла замуж за Иосифа Абрамовича Вайсберга (был репрессирован в сентябре 1936 года и расстрелян в 1937 году). В 1925 году окончила физико-математический и химический факультеты Киевский институт народного образования.

### Деятельность
В 1922—1925 годах работала стенографисткой в Губкоме  КПУ в Киеве. В 1929 году переехала в город Ленинград.
В 1929—1936 годах работала старшим научным сотрудником в ленинградском отделении Института философии Коммунистической академии. В 1930—1931 годах преподавала философию в Государственном физико-техническом институте при ВСНХ.
Затем заведовала кафедрой диалектики природы в Ленинградском институте философии, литературы и языка.
В 1934—1936 профессор и зав. кафедрой диалектического материализма химического факультета Ленинградского университета.
В 1936 году была репрессирована, а после освобождения жила в Магадане. В 1941—1946 годах там же заведовала Домом санпросвещения. В этот период во второй раз вышла замуж за Зиновия Львовича Серебрянского. У пары 9 декабря 1945 года родилась дочь Людмила.
Позже переехала во Владимир, где работала учительницей по химии в Текстильном институте в городе Карабаново Владимирской области. Здесь была вновь арестована и сослана в город Ачинск. Там она окончила фельдшерское училище и до 1954 года работала в клинической лаборатории.
Затем переехала под Москву и в 1955—1957 годах под чужим именем работала в Институте истории естествознания и техники.
В 1957—1961 гг. старший научный сотрудник в Ленинградском отделении Института истории естествознания и техники Академии наук СССР. В 1961 г. перевелась на работу на Ленинградскую кафедру философии АН СССР.

### Смерть
Последние годы жизни провела в доме ветеранов науки в Павловске, Ленинградской области. Там же скончалась 23 сентября 1980 года.

## Сочинения
- "Диалектика природы" Энгельса. Популярный систематический очерк.Л., 1931.-271 с.
- Ленин в борьбе с махизмом. М., Л., Соцэкгиз.1935. 198,[2] с.
- Философия Николая Гартмана. (Критический анализ основных проблем онтологии). — Л.: Наука, 1969. — 278 с.